# Plura Jonsson
Per Malte Lennart "Plura" Jonsson, född 10 augusti 1951 i Norrköpings Sankt Olai församling, Östergötlands län, är en svensk låtskrivare, sångare, gitarrist och författare. Han var med och grundade bandet Eldkvarn och har varit programledare i TV.

## Biografi
Plura Jonsson växte upp i Norrköping på Sankt Persgatan vid Bergsbron, två kvarter från Motala ström, med modern Magda, fadern Bror som var textilingenjör, yngre brodern Carla Jonsson samt äldre systern Eva som omkom 1966, 20 år gammal, i en trafikolycka. På det tidiga 1970-talet flyttade Plura till Stockholm. Han är den mest kände medlemmen i gruppen Eldkvarn, där han skriver och sjunger de flesta låtarna. Vid sidan av gruppen har han gett ut soloskivan Plura 1996.
Han blev 2007 uppmärksammad för den blogg han skrev som ett led i lanseringen av Eldkvarns album Svart blogg, och den 6 juli samma år var han värd för Sommar i Sveriges Radio P1. Han utgav 2008 självbiografin Resa genom ensamheten som delvis bygger på texter från bloggen och Sommar-programmet. Året därpå utkom hans första kokbok, och 2010 ledde han tillsammans med Mauro Scocco programmet Mauro & Pluras kök i TV8, som 2011 följdes upp med Pluras kök i TV3. Hans matlagningsintresse kommer av att hans mor som ogift arbetade i restaurangbranschen och tog med sig matlagningskonsten därifrån till hans föräldrahem.
År 2010 och 2020 medverkade han även i TV4-programmet Så mycket bättre. 2012 medverkade han i SVT:s släktforskningsprogram Vem tror du att du är?, och under våren 2019 deltog han i Stjärnornas stjärna.

## Musik och texter

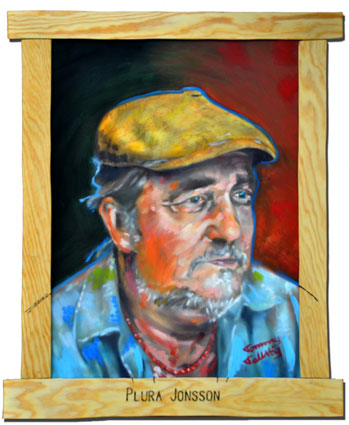
Plura Jonsson avporträtterad av konstnären Tommy Tallstig

En av Pluras stora inspirationskällor, som bidrog mycket till att han intresserade sig för musik, var John Mayalls skiva A Hard Road (1967). Hans egna texter var till en början inte så djupa. Sin inspiration hämtar han både från sitt vuxenliv med personliga relationer och problem, men också från barndomen och uppväxten i Norrköping. På senare år har sånger tillkommit som är ett slags reflekterande återblickar på det liv han levt. Karakteristiskt för många av Pluras texter är en blandning av äkta rim och ord med likartade ljudbilder. Ett typiskt exempel är dessa rader från låten "Outsider" från skivan Karusellkvällar (1989):
Söndagsmorgon i bilen till hamnen

Vi i baksätet och pappa där framme

Här började världen och vi lärde oss namnen

på fartygen vid kajen och alla främmande landen

Lyftkranar, godsvagnar, spår som ledde bort

Än idag när jag tänker på det, tänds ett hopp

## Artistsamarbeten
Plura Jonsson har skrivit låtar till Sven-Ingvars, Totta Näslund, Magnus Johansson och Jerry Williams. Även Peter LeMarc har spelat in en låt av honom. I samband med sin 50-årsdag 2001 hyllades Plura med albumet Plura 50 där ett flertal artister tolkade hans låtar.
Han medverkar även på en liveversion av Fairytale of New York tillsammans med Håkan Hellström, släppt på Hellströms album Nåt gammalt, nåt nytt, nåt lånat, nåt blått, 2005.
Plura medverkar på sången Sol og regn og ælt med det norska folkbandet Narum år 2012. Plura sjöng in sitt spår i Gig Studio Stockholm med tekniker Conny Wall.
I SVT:s program Tack för musiken berättade han lite oväntat att en av hans favoritlåtar är Life is a rollercoaster med Ronan Keating.

## Skådespeleri
I andra säsongen av tv-serien Solsidan innehade Plura en biroll, där han gästspelade som föreståndare i den ideella och politiskt obundna organisationen Stadsmissionen.

## Diskografi, solo
Album
- 1996 – Plura

Singlar
- 1996 – Sången jag sparade till dig[14]
- 1996 – Botten av min sko[15]
- 2008 – Sånger från ensamheten (i samband med förstaupplagan av boken Resa genom ensamheten)

Medverkan på samlingsskivor
- 1998 – För Amnesty – "Hålen i himlens golv", text & musik: Peter LeMarc

## TV
- 2010 – Mauro & Pluras kök (TV-serie)
- 2010 – Så mycket bättre (TV-serie)
- 2011 – Pluras kök (TV-serie)
- 2012 – Vem tror du att du är? (TV-serie)
- 2018 – Klassfesten (TV-serie)
- 2019 – Stjärnornas stjärna (TV-serie)
- 2020 – Så mycket bättre (TV-serie)